# Districte de Le Locle

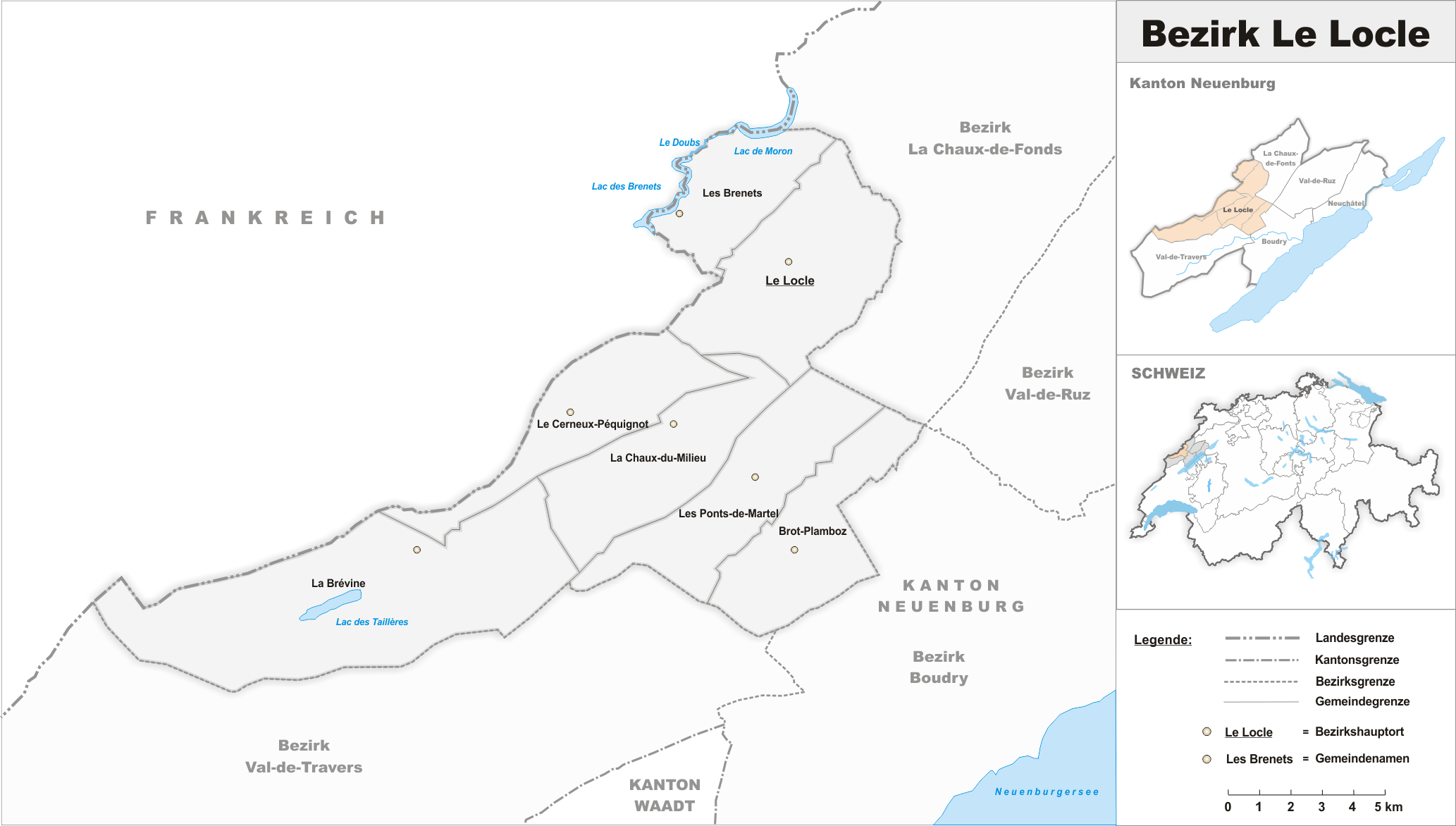
El districte de Le Locle

El districte de Le Locle és un dels sis districtes del cantó de Neuchâtel (Suïssa). Té una població de 14.345 habitants (cens de 2007) i una superfície de 137,85 km². Està format per 7 municipis i el cap del districte és Le Locle.

## Municipis
- Brot-Plamboz
- La Brévine
- La Chaux-du-Milieu
- Le Cerneux-Péquignot
- Le Locle
- Les Brenets
- Les Ponts-de-Martel